# Электромагнитное устройство
Электромагнитное устройство — устройство, в котором создаётся и используется магнитное поле. Электромагнитные устройства применяются во многих электрических и в некоторых электронных цепях. В электромагнитных устройствах используется индукционное и электродинамическое действия магнитного поля. Индукционное действие магнитного поля применяется в устройствах, использующих переменный ток (дроссель, трансформатор, электромашинный генератор, электроизмерительные приборы, преобразователи и т. д.) или в устройствах постоянного тока с подвижными частями (электрические машины). Электродинамическое действие используется в устройствах, создающих механические силы, моменты и содержащих подвижные ферромагнитные элементы с воздушным зазором (электромагнитное реле, электрический двигатель, электроизмерительный прибор).